# Universität Neapel L’Orientale
Die Universität Neapel „L’Orientale“ (italienisch: Università degli Studi di Napoli «L’Orientale» (UNIOR), früher auch Istituto Universitario Orientale (IUO) und lateinisch: Institutum Orientalis Neapolitani genannt) ist eine der staatlichen Universitäten in Neapel. Sie ist die älteste Hochschule für Sinologie und Orientalistik in Europa und blickt auf eine langjährige Tradition im Bereich des Studiums der europäischen, asiatischen, afrikanischen und amerikanischen Sprachen, Kulturen und Gesellschaften zurück.
Seit ihrer Gründung versteht sie sich als Studien- und Forschungszentrum, in dem Unterschiede und Gemeinsamkeiten der verschiedenen Kulturen im Vordergrund stehen. Die „L’Orientale“, wie sie zumeist abgekürzt im Italienischen genannt wird, wurde im Jahre 1732 als „Collegio dei Cinesi“ gegründet, einem Kollegium für das Studium der chinesischen Sprache. An der Gründung war der Missionar Matteo Ripa (1682–1746) maßgeblich beteiligt.
Obgleich das Studium der orientalischen Sprachen und Kulturen noch immer einen der wesentlichen Schwerpunkte der Universität ausmacht, ist diese in mehrere Dipartimenti - Fachbereiche unterteilt.

## Dipartimenti – Fachbereiche
Quelle
- Fachbereich Asien, Afrika und Mittelmeerraum[3]
- Fachbereich Geistes- und Sozialwissenschaften[4]
- Fachbereich Literaturwissenschaft, Linguistik und Komparatistik[5]

In den folgenden Bereichen wird die Fremdsprachenforschung angeboten:
- Lingue Africane – Afrikanische Sprachen
- Lingue Antiche – Antike Sprachen
- Lingue Asiatiche – Asiatische Sprachen
- Lingue Europee e Americane – Europäische und Amerikanische Sprachen

Das Studium und die Forschung konzentrieren sich auf sprachlich-literarische, historisch-künstlerische und politisch-ökonomische Aspekte Afrikas, Amerikas, Asiens und Europas. Die Lehrtätigkeit wird durch archäologische Studienreisen und Ausgrabungen in Afrika, Asien und Europa ergänzt.